# West Valley City
West Valley City est une ville située dans le comté de Salt Lake, dans l’État de l’Utah aux États-Unis. Lors du recensement de 2020, la population était de 140 230 habitants, ce qui en fait la deuxième ville la plus peuplée de l'Utah après Salt Lake City.

## Histoire
West Valley City a été peuplée par des pionniers mormons à partir de 1848. Elle résulte de la fusion de trois communautés non incorporées, Hunter, Granger et Redwood, réunies et incorporées en 1980 à l’issue d’un vote. Durant les Jeux olympiques d'hiver de 2002, la ville a accueilli les épreuves de hockey sur glace.

## Démographie
Selon le Bureau du recensement des États-Unis, la population de West Valley City s'élevait à 140 230 habitants lors du recensement de 2020, contre 129 480 habitants lors du recensement de 2010.
Estimée à 136 639 habitants en janvier 2022, la population de West Valley City était composée à 40,7 % d'Hispaniques et Latino-Américains, 37,5 % de Blancs américains non hispaniques, 6,5 % d'Asio-Américains, 5,9 % d'Hawaïens et Océano-Américains, 5 % d'Afro-Américains, 3,7 % d'Américains multiraciaux et 0,5 % d'Amérindiens.
En 2022, le revenue médian par ménage de West Valley City était de 82 378 $, contre 89 168 $ au niveau de l'État de l'Utah et 75 149 $ au niveau national. 9,5 % des habitants de la ville se trouvaient en dessous du seuil de pauvreté, contre 8,2 % au niveau de l'État et 11,5 % au niveau national.

## Jumelage
- Nantou (Taïwan)